# 兵庫県道559号門柳大門線
兵庫県道559号門柳大門線（ひょうごけんどう559ごう もんりゅうだいもんせん）は、兵庫県西脇市を通る一般県道である。

## 概要
西脇市黒田庄町門柳から西脇市黒田庄町大門に至る。

### 路線データ
- 起点：西脇市黒田庄町門柳
- 終点：西脇市黒田庄町大門（畑瀬橋交差点、国道175号交点、兵庫県道297号津万井西田線起点）
- 総延長：6.338 km

## 路線状況

### 道路施設

#### 橋梁
- 宮橋（門柳川、西脇市）
- 畑瀬橋（加古川、西脇市）

## 地理

### 通過する自治体
- 西脇市

### 交差する道路
| 交差する道路                        | 交差する場所 | 交差する場所        |
| ----------------------------------- | ------------ | ------------------- |
| 兵庫県道294号黒田庄多井田線         | 黒田庄町岡   | 岡交差点            |
| 国道175号 兵庫県道297号津万井西田線 | 黒田庄町大門 | 畑瀬橋交差点 / 終点 |

### 交差する鉄道
- 加古川線

### 沿線
- 西脇市立楠丘小学校
- JR西日本加古川線 黒田庄駅